# Кјоко
Кјоко је насеље у Италији у округу Фиренца, региону Тоскана.
Према процени из 2011. у насељу је живело 561 становника. Насеље се налази на надморској висини од 297 м.